# 丘利希里湖 (武爾納雷區)
55°35′00″N 46°53′27″E / 55.5833°N 46.8909°E
丘利希里湖（俄语：Кюльхири），是俄羅斯的湖泊，位於該國西部楚瓦什共和國，由武爾納雷區負責管轄，長0.81公里、寬0.63公里，面積0.14平方公里，集水區面積711.8平方公里，平均水深5.1米，最大水深11.7米。